# Regierungsbezirk Stuttgart
| Oversigtskort      |                   |
|                    |                   |
| Statistik          |                   |
| Delstat:           | Baden-Württemberg |
| Hovedstad:         | Stuttgart         |
| Areal:             | 10,557.62 km²     |
| Indbyggere:        | 3,964,162 (2001)  |
| Befolkningstæthed: | 375 pr. km²       |
| Kort               |                   |
|                    |                   |

Stuttgart er en af de fire administrative distrikter (tysk: regierungsbezirk) i Baden-Württemberg, Tyskland, som ligger i den nord-østlige del af delstaten Baden-Württemberg, og i den syd-vestlige del af Tyskland.
| Landkreise | Kreisfri byer             |
| --- | ------------------------- |
| 1. Böblingen 2. Esslingen 3. Göppingen 4. Heidenheim 5. Heilbronn 6. Hohenlohe 7. Ludwigsburg 8. Main-Tauber 9. Ostalbkreis 10. Rems-Murr-Kreis 11. Schwäbisch Hall | 1. Heilbronn 2. Stuttgart |

49°00′N 9°40′Ø / 49°N 9.67°Ø
|  | Infoboks uden skabelon Denne artikel har en infoboks dannet af en tabel eller tilsvarende. |